# Pierre-Morains
Pierre-Morains és un municipi francès, situat al departament del Marne i a la regió del Gran Est. L'any 2007 tenia 96 habitants.

## Demografia

### Població
El 2007 la població de fet de Pierre-Morains era de 96 persones. Hi havia 40 famílies, de les quals 8 eren unipersonals (4 homes vivint sols i 4 dones vivint soles), 16 parelles sense fills i 16 parelles amb fills.
La població ha evolucionat segons el següent gràfic:
Habitants censats

### Habitatges
El 2007 hi havia 45 habitatges, 41 eren l'habitatge principal de la família, 1 era una segona residència i 3 estaven desocupats. 44 eren cases i 1 era un apartament. Dels 41 habitatges principals, 36 estaven ocupats pels seus propietaris, 4 estaven llogats i ocupats pels llogaters i 1 estava cedit a títol gratuït; 3 tenien tres cambres, 6 en tenien quatre i 32 en tenien cinc o més. 39 habitatges disposaven pel capbaix d'una plaça de pàrquing. A 19 habitatges hi havia un automòbil i a 19 n'hi havia dos o més.

### Piràmide de població
La piràmide de població per edats i sexe el 2009 era:
| Homes | Edats   | Dones |
| ----- | ------- | ----- |
| 0     | 95 o +  | 0     |
| 0     | 90 a 94 | 0     |
| 0     | 85 a 89 | 0     |
| 0     | 80 a 84 | 0     |
| 0     | 75 a 79 | 0     |
| 4     | 70 a 74 | 0     |
| 8     | 65 a 69 | 8     |
| 4     | 60 a 64 | 4     |
| 0     | 55 a 59 | 0     |
| 0     | 50 a 54 | 0     |
| 4     | 45 a 49 | 4     |
| 8     | 40 a 44 | 4     |
| 0     | 35 a 39 | 8     |
| 4     | 30 a 34 | 12    |
| 0     | 25 a 29 | 0     |
| 0     | 20 a 24 | 0     |
| 0     | 15 a 19 | 16    |
| 4     | 10 a 14 | 0     |
| 8     | 5 a 9   | 8     |
| 4     | 0 a 4   | 0     |

## Economia
El 2007 la població en edat de treballar era de 61 persones, 54 eren actives i 7 eren inactives. Les 54 persones actives estaven ocupades(28 homes i 26 dones).. De les 7 persones inactives 2 estaven jubilades, 4 estaven estudiant i 1 estava classificada com a «altres inactius».
Activitats econòmiques
Dels 6 establiments que hi havia el 2007, 1 era d'una empresa de fabricació de material elèctric, 1 d'una empresa de fabricació d'altres productes industrials, 1 d'una empresa de construcció, 2 d'empreses de comerç i reparació d'automòbils i 1 d'una empresa classificada com a «altres activitats de serveis».
L'únic servei als particulars que hi havia el 2009 era una fusteria.
L'any 2000 a Pierre-Morains hi havia 17 explotacions agrícoles que ocupaven un total de 1.470 hectàrees.

## Poblacions més properes
El següent diagrama mostra les poblacions més properes.